# Śluza Nowe
Śluza Nowe – osada w Polsce położona w województwie wielkopolskim, w powiecie pilskim, w gminie Ujście, nad Notecią przy "Śluzie Nowe".
W latach 1975–1998 miejscowość administracyjnie należała do województwa pilskiego.